# Saint-Martin-de-Gurson
 Saint-Martin-de-Gurson  (en occitano Sent Martin de Gurçon) es una población y comuna francesa, situada en la región de Aquitania, departamento de Dordoña, en el distrito de Bergerac y cantón de Villefranche-de-Lonchat.

## Demografía
| 604 | 537 | 480 | 526 | 559 | 555 |
| Para los censos de 1962 a 1999 la población legal corresponde a la población sin duplicidades (Fuente: INSEE [Consultar]) |     |     |     |     |     |